# Digital Library Federation
La Digital Library Federation (DLF) és una organització creada l'any 1995 per 12 biblioteques universitàries per la Commission on Preservation and Access (CPA), per la Biblioteca Pública de Nova York, U.S. Library of Congress i U.S. National Archives and Records Administration. Amb l'objectiu que els seus propis membres puguin investigar i desenvolupar bones pràctiques a través d'una xarxa internacional de biblioteques digitals.

## Orígens
La Digital Library Federation va ser creada l'1 de maig de 1995 per un conjunt de biblioteques, concretament 12, per la Commission on Preservation and Access (CPA), per la Biblioteca Pública de New York, U.S. Library of Congress i U.S. National Archives and Records Administration.
L'objectiu principal d'aquesta associació era la de crear un sistema distribuït que donés accés a la biblioteca digital. Per assolir aquests reptes era necessària la creació d'una comunitat amb diferents membres que tinguessin relació amb la informació i la preservació digital, podent així treballar de manera col·laborativa a través de l'estudi i la investigació. Les primeres tasques realitzades una vegada posada en marxa l'organització van ser la definició i elaboració d'arquitectures tècniques per a les biblioteques digitals. Els primers mesos de la creació d'aquesta organització va rebre una donació per a la investigació i per a la creació d'una proposta de biblioteca digital. Posteriorment, es va reunir un grup de professionals amb l'objectiu d'examinar les diferents qüestions que s'havien d'estudiar per a portar a terme el projecte, com els estudis financers, qüestions tècniques entre d'altres.
L'organització va començar amb l'ajuda del Consell de Biblioteques i Recursos d'informació i l'any 2010 va passar a formar part de CLIR (Council on Library and Information Resources), una organització independent sense ànim de lucre que forja les estratègies per millorar la recerca, l'ensenyament i els entorns d'aprenentatge en col·laboració amb biblioteques, institucions culturals, i les comunitats d'educació superior. El seu principal objectiu és arribar a la transformació del panorama de la informació per donar suport a l'avenç del coneixement, es compromet a la creació de confiança, independència de conservació, fomentar la col·laboració, treballar en el lideratge efectiu, treure profit de les oportunitats estratègiques 
L'organització té la missió principal de permetre mètodes per la nova manera d'investigar, és a dir, el desenvolupament d'una xarxa internacional de biblioteques digitals. Per arribar a la seva fita, treballen en l'elaboració i adopció de normes tècniques, la promoció de millores pràctiques, l'aprofitament d'accions compartides, recursos i infraestructures, fomenta la creació de col·leccions digitals que es poden aconseguir i fer que siguin accessibles a tot el món, funcionen amb el sector públic, l'educació i els socis privats i treballen per la protecció i preservació de l'expedient acadèmic i cultural.

## Objectius
Els objectius principals d'aquesta associació són la creació d'un col·lectiu especialitzat que aconsegueixi la creació i la col·laboració de professionals del sector de la digitalització de la informació. A través d'aquest col·lectiu s'estableixen unes normes i pautes per a aconseguir una bona preservació digital a través de bones pràctiques i deixant fora qualsevol mala conducta, si es trobés algun cas de mala conducta aquesta seria penalitzada immediatament. Per a aconseguir els objectius de la Digital Library Federation elaboren i apliquen les normes tècniques desenvolupades per la mateixa associació, aprofiten el coneixement col·lectiu, fomenten les col·leccions digitals, promocionen bones pràctiques i protegeixen l'expedient acadèmic i cultural.

## Membres de la Digital Library Federetion
La Digital Library Federation està formada per una banda pels membres del comité assessor, que són els encarregats de gestionar els assumptes relacionats amb les activitats de l'organtizació, les iniciatives, les accions estratègiques, etc. Per una altra banda, podem trobar els membres participants que poden ser totes les organitzacions que estiguin relacionades o que vulguin portar a terme iniciatives relacionades amb la preservació digital.
L'any 2004 la revista New Library World va publicar que la British Library es va unir al comitè executiu de la DLF, com el seu primer soci estratègic de fora dels Estats Units d'Amèrica. La British Library, va començar una expansió significativa de la seva biblioteca digital. La decisió de la seva unió vol reafirmar el seu compromís de mantenir-se a l'avantguarda en el desenvolupament de les tecnologies i capacitats necessàries en l'àmbit de les biblioteques digitals, d'altra banda, permet també la compartició d'informació i l'exploració de les possibilitats de col·laboració en recursos d'informació digital.

## Activitats
Actualment, les activitats i esdeveniments que porta a terme la Digital Library Federation van lligats als objectius principals de l'associació, aquests poden variar al llarg del temps en funció de les noves necessitats que van sorgint.
- Realització de normes per a les biblioteques digitals.
- Donar accés als recursos digitals per al seu estudi.
- Avaluació de les funcions de les biblioteques digitals.
- Promoció de la digitalització